# Jamie Cudmore

a Compétitions nationales et continentales officielles uniquement.

b Matchs officiels uniquement.
Dernière mise à jour le 16 août 2017.
Jamie Cudmore, né le 6 septembre 1978 à Winnipeg (Canada), est un joueur international canadien de rugby à XV évoluant au poste de deuxième ligne ou de troisième ligne aile. Il possède également la nationalité française depuis 2017.
Il est le frère de l'acteur canadien Daniel Cudmore.

## Biographie
Durant sa carrière, il joue en équipe du Canada et évolue au poste de deuxième ligne ou troisième ligne aile au sein des clubs de Llanelli, Grenoble, Clermont-Ferrand puis Oyonnax. Avant d'être rugbyman il a été bûcheron — profession dont il tire son surnom — et membre de l'équipe canadienne juniors de descente en ski alpin avant qu'une blessure le contraigne à s'arrêter.
C'est un joueur puissant et athlétique, une pièce essentielle dans l'équipe clermontoise. Toutefois, son tempérament impulsif et bagarreur lui a joué des tours par le passé avec des citations et des cartons reçus, jaunes comme rouges.
Son frère, Daniel Cudmore, est connu pour avoir tenu le rôle de Colossus dans la série de films X-Men, ainsi que pour le rôle de Félix dans la saga Twilight, ou encore celui de John-117 dans la série-web Halo 4 : Forward unto Dawn. Son autre frère, Luke Cudmore, a aussi joué en équipe du Canada, au poste de deuxième ligne.
Il a honoré sa première cape en équipe du Canada le 13 juillet 2002 contre l'équipe des États-Unis.
Le 4 octobre 2014, lors de la huitième journée de Top 14 contre l'Union Bordeaux Bègles, il est titulaire pour son 200e match sous le maillot clermontois.
En 2017, il acquiert la nationalité française. À la fin de la saison de la saison 2016-2017, il prend sa retraite sportive. 

### De joueur à entraineur
En 2017-2018, il intègre l'encadrement de l'US Oyonnax où il est responsable de la conquête. Il quitte le club au mois de janvier, en désaccord avec l'entraineur Adrien Buononato. 
En 2018-2019, il devient manager de Provence Rugby, qui termine dixième de Pro D2. Il est licencié (« sans justification » selon lui) à la fin de la saison.  
En juillet 2019, Jamie Cudmore est nommé à la tête du programme de développement national basé à Vancouver (la Pacific Pride). Il est licencié deux ans plus tard pour des tweets insultants envers l'équipe nationale féminine de rugby à Sept qui venait de dénoncer les méthodes de management de leur sélectionneur John Tait (lui aussi licencié). 
En octobre 2023, il est nommé directeur et entraineur du centre de formation des Toronto Arrows. Le mois suivant, la franchise disparait.  
il est désormais entraîneur de la défense au stade Niçois club de Nice dans le sud est de la  France le club évolue en Pro D2 

## Style de jeu
Jamie Cudmore est un joueur bagarreur, « flirtant avec la limite ». En témoignent ses nombreux cartons, jaunes ou rouges, et les nombreuses bagarres dans lesquelles il est impliqué,,.

## Bilan en tant qu'entraîneur

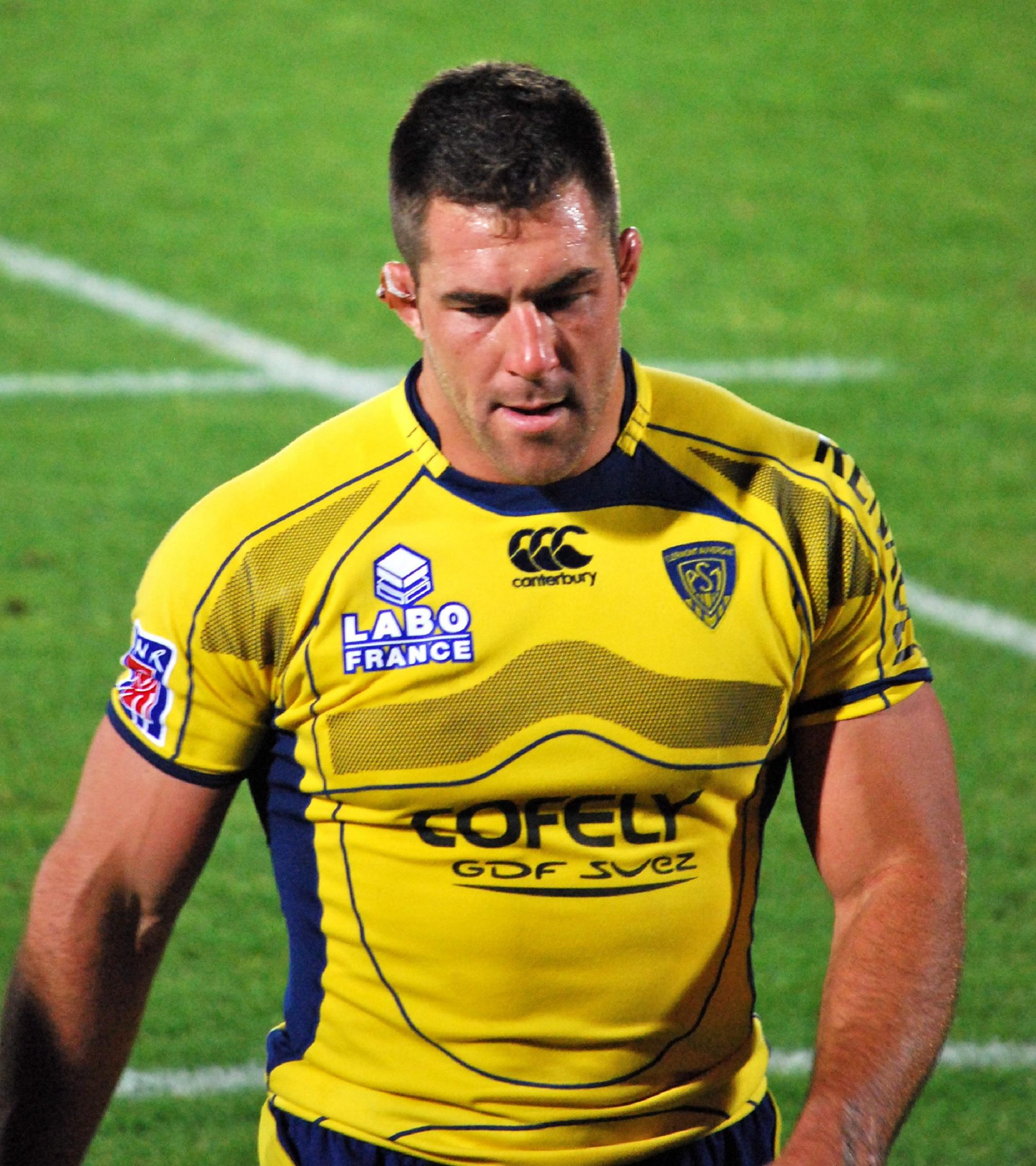
Jamie Cudmore en 2009 avec l'ASM Clermont Auvergne.

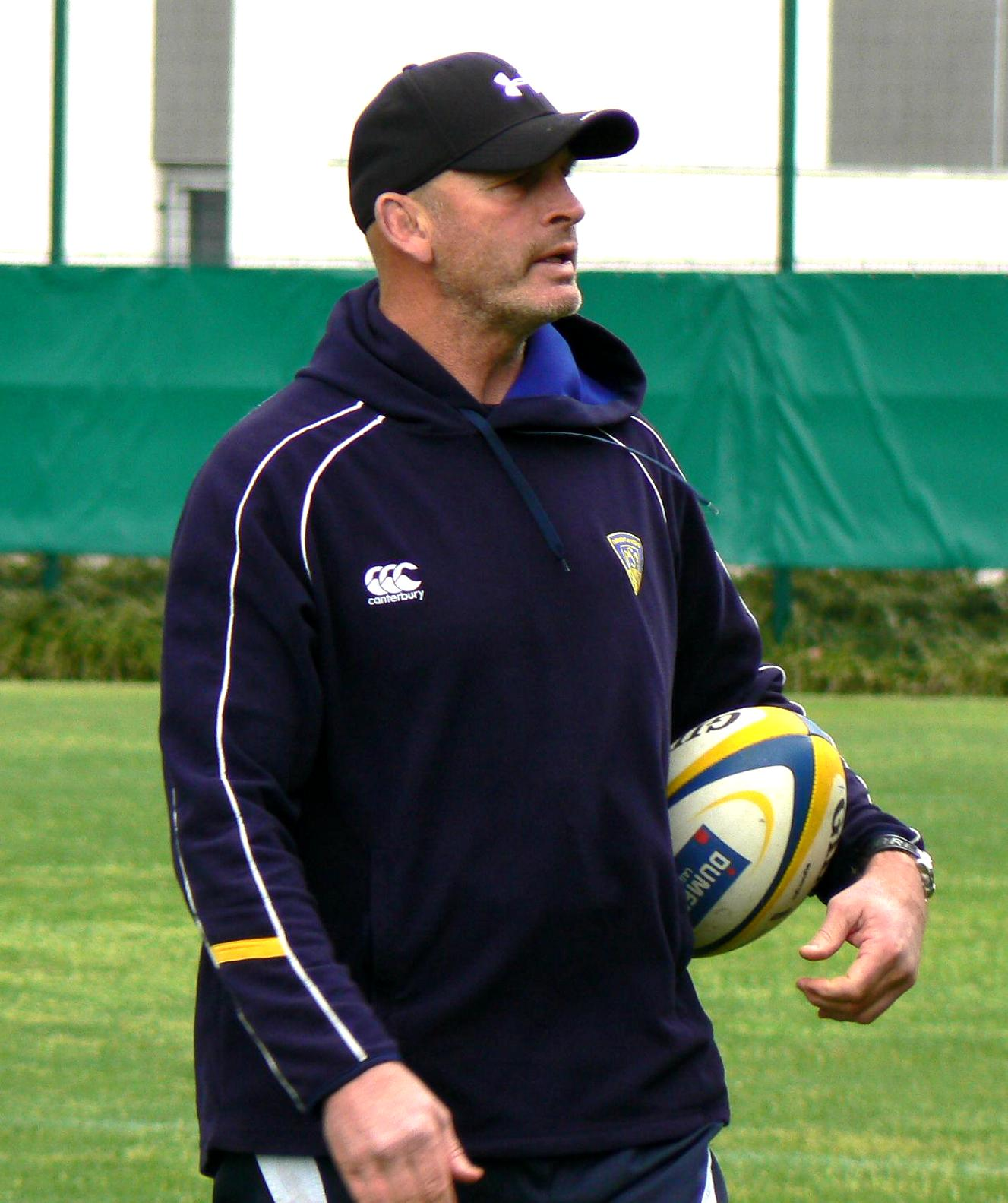
Vern Cotter est le manager de Jamie Cudmore de 2006 à 2014.

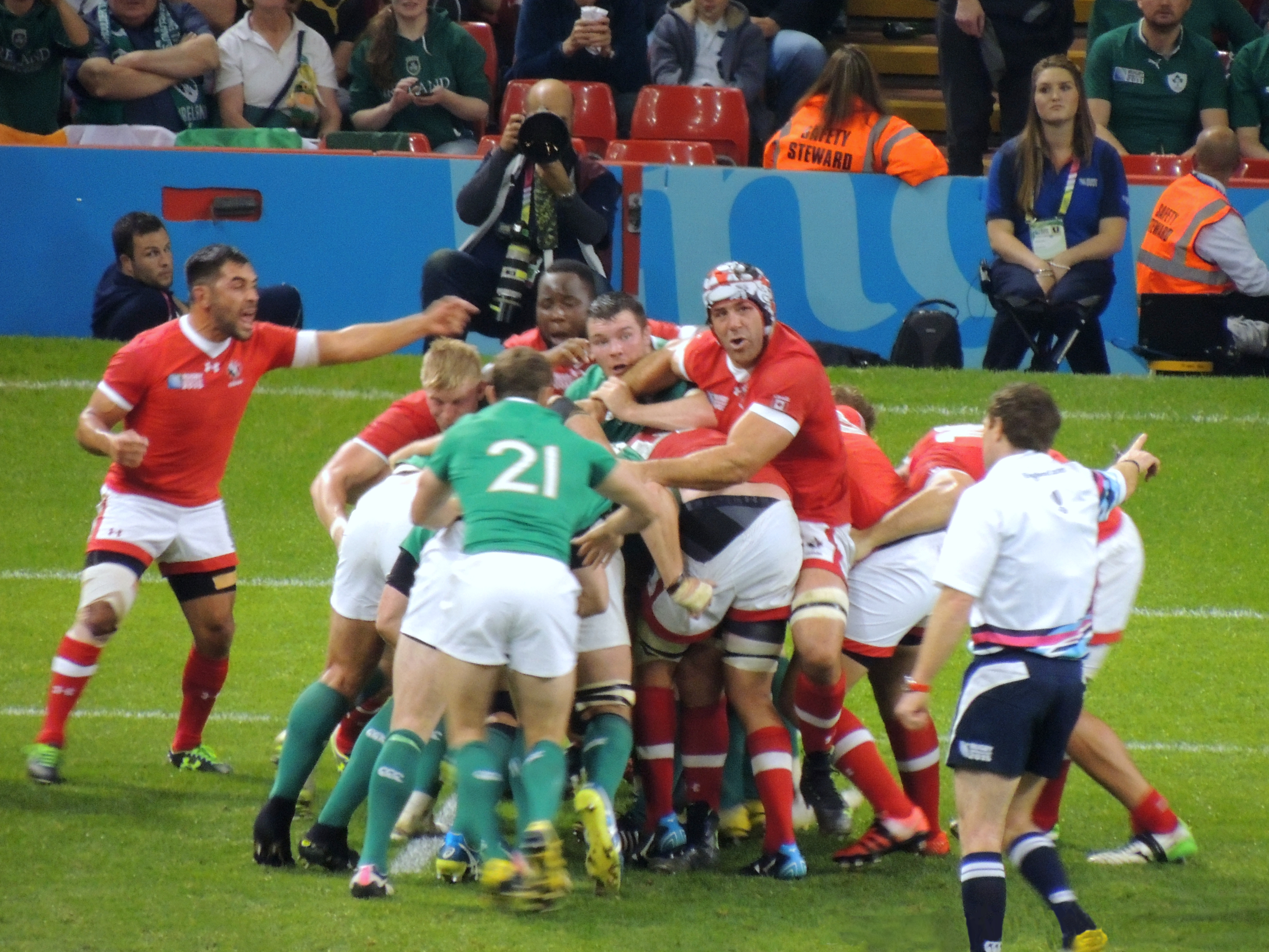
Jamie Cudmore (avec le casque) et le Canada défendent sur un maul irlandais lors de la Coupe du monde 2015.

| Saison      | Club           | Division | Poste   | Classement | Coupe d'Europe | Challenge européen |
| ----------- | -------------- | -------- | ------- | ---------- | -------------- | ------------------ |
| 2018 - 2019 | Provence rugby | Pro D2   | Manager | 10e        | -              | -                  |

## Palmarès

### En club
Avec Clermont
- Coupe d'Europe :
  - Finaliste (2) : 2013 et 2015
- Championnat de France : 
  - Vainqueur (1) : 2010
  - Finaliste (4) : championnat de France : 2007, 2008, 2009 et 2015
- Challenge européen : 
  - Vainqueur (1) : 2007

Avec Oyonnax
- Champion de France de Pro D2 en 2017

### En équipe nationale
- 43 sélections (39 fois titulaire, 4 fois remplaçant)
- 15 points (3 essais)
- 7 fois capitaine depuis le 2 septembre 2015
- Sélections par année : 4 en 2002, 6 en 2003, 4 en 2004, 2 en 2005, 1 en 2006, 3 en 2007, 7 en 2011, 1 en 2013, 5 en 2014, 6 en 2015 et 4 en 2016.

En Coupe du monde :
- 2003 : 4 sélections (Pays de Galles, Nouvelle-Zélande, Italie, Tonga)
- 2007 : 2 sélections (Pays de Galles, Fidji)
- 2011 : 4 sélections (Tonga, France, Japon, Nouvelle-Zélande)
- 2015 : 4 sélections (France, Irlande, Italie, Roumanie)